# 太陽の家 (映画)
『太陽の家』（たいようのいえ）は、2020年1月17日に公開された日本映画。

## 概要
長渕剛にとって1999年公開の『英二』以来の映画出演作。家族愛をテーマとし、長渕はやんちゃで人情味の厚い大工の棟梁を演じる。
2019年4月1日にクランクインし、4月25日にキャスト発表記者会見を開催。

## ストーリー
人情に厚く、大工の腕は神技的な棟梁・川崎信吾。年ごろの娘としっかり者の女房と幸せに暮らす川崎だが、好みの女性にはどうしても弱い。現場で仕事に励む川崎の前を通りかかったのが、保険会社の営業ウーマン・池田芽衣だった。芽衣は1人息子の龍生とともに暮らすシングルマザーで、川崎は父親を知らずに育った龍生のことが気になっていた。そんな龍生を「俺が男にしてやる！」と、半ば強引に触れ合おうとする川崎と龍生の男同士の距離は次第に近くなっていく。そして、芽衣と龍生のために家を作ろうと思い立った川崎の前に、龍生の父親と名乗る男が現れる。

## キャスト
- 川崎信吾：長渕剛
- 川崎美沙希：飯島直子
- 川崎柑奈：山口まゆ
- 池田龍生：潤浩
- 池田芽衣：広末涼子
- 河井高史：瑛太 [注釈 1]
- 吉成利治：柄本明
- ヤス（板前）：上田晋也（くりぃむしちゅー）
- 医師：利重剛
- 小林且弥、中村繁之、真島なおみ、松浦慎一郎、蛯沢康仁、鮎川桃果、足立智充、内田珠鈴、橘龍丸、ルパン・J・葉山、今井れん、西山咲子　ほか

## スタッフ
- 監督：権野元
- 脚本：江良至
- 製作総指揮：喜本孝
- 製作：榎本誠一、伊藤貴宣、鷲見貴彦、畑地茂、益岡正志、田中祐介、菊池剛、中尾勇一、久保田光治、渡辺章仁、竹中一博、垰義孝
- 製作プロデューサー：遠藤茂行、飛田野和彦
- プロデューサー：前田茂司
- 撮影：葛井孝洋
- 照明：石田健司
- 美術：岩本一成
- 編集：神谷朗
- 衣装制作：古賀資隆
- ヘアメイク：フルタ
- キャスティングプロデューサー：山口正志
- キャラクタースーパーバイザー：前田勇弥
- スタントコーディネーター：出口正義
- ラインプロデューサー：青木智紀
- 助監督：久保田博紀
- 制作担当：吉岡祐介
- 制作：PROJECT SBD-NEO
- 制作プロダクション：楽映舎
- 宣伝：MUSA
- 配給：REGENTS
- 製作：太陽の家製作委員会（シューリガン、ハピネット、名古屋テレビ放送、ベンチャーバンクエンタテインメント、UNITEDPRODUCTIONS、GYAO!、KADOKAWA、MAGNET、ムサシノ広告社、ローソンエンタテインメント、BANDAI SPIRITS、BANDAI）